# Pseudepipona rufipes
Pseudepipona rufipes är en stekelart som först beskrevs av Fabricius.  Pseudepipona rufipes ingår i släktet Pseudepipona och familjen Eumenidae. Inga underarter finns listade i Catalogue of Life.